# تپه مهدی قشلاقی
تپه مهدی قشلاقی مربوط به دوره ساسانیان است و در شهرستان خدابنده، بخش مرکزی، روستای محمودآباد واقع شده و این اثر در تاریخ ۱۰ خرداد ۱۳۸۲ با شمارهٔ ثبت ۸۹۲۳ به‌عنوان یکی از آثار ملی ایران به ثبت رسیده است.